# Ätran
Ätran là một con sông thuộc tỉnh Halland ở miền nam Thụy Điển.
Sông dài khoảng 240 km và có nguồn gốc ở Gullered, Västergötland, ở độ cao 332 m trên mực nước biển. Con sông có miệng ở Falkenberg, Halland, nơi con sông chảy vào Kattegat.
Lưu vực thoát nước có diện tích 3.343 km², trong đó phần lớn là rừng. Sông được biết đến như là một nơi tốt để câu cá. Nó tương đối không bị ô nhiễm
Một con đường được sử dụng trong hàng ngàn năm, Redvägen, đi theo con sông. Dọc đường một số cuộc chiến diễn ra trong thời đại Trung Cổ.
Lưu vực thoát nước có diện tích 3.343 km², trong đó phần lớn là rừng. Sông được biết đến như là một nơi tốt để câu cá. Nó tương đối không bị ô nhiễm
Một con đường được sử dụng trong hàng ngàn năm, Redvägen, đi theo con sông. Dọc đường một số cuộc chiến diễn ra trong thời đại Trung Cổ.
Dòng sông chảy qua một số hồ nhỏ trong Västergötland (Sörsjön, Nolsjö, Vinsarpsjö và Lönnern). Bởi nó đạt đến Åsunden, một hồ của một số kích cỡ, nó là khoảng 1–2 m sâu và 6–10 m rộng. Vì các chi lưu có tên Lillån gắn liền với dòng sông, nó có kích thước đáng kể.
Chi lưu lớn nhất là Högvadsån. Các sông chính khác là Assman (Lillån), nối liền sông gần nhà thờ Örsås và Kalvån (Lillån), nối liền sông gần nhà thờ Östra Frölunda.
Lưu vực thoát nước bao gồm các phần chính của Falkenberg, Svenljunga, Tranemo và Ulricehamn Municipalities. Các khu nhỏ hơn của Falköping, Borås, Gislaved, Mark, Hylte và Varberg Municipalities cũng là một phần của lưu vực thoát nước. Trong lưu vực 64% diện tích là rừng, 6 phần trăm hồ, 7 phần trăm đầm lầy, 11 phần trăm và 12 phần trăm khác.
Các hồ lớn nhất trong lưu vực là Åsunden (33,9 km²), Fegen (24,2), Sämsjön (9,2), Lönern (7,7) và Kalven (6,6). Tổng cộng có khoảng 200 km² của hồ trong lưu vực. Dòng chảy của dòng chảy tại Nhà máy điện Yngeredsfors đã được giữ kín. Nó trung bình 37,2 m³ / s trong những năm 1909-1967. Lưu lượng tối đa là 275 m³ / s, trong khi luồng tối thiểu khoảng 5–7 m³ / s.
| Diện tích / nhánh sông          | Lưu vực thoát nước (km²) | Lưu lượng nước trung bình (m³ / s) |
| Ätran, thượng nguồn Åsunden     | 650                      |                                    |
| Ätran, giữa Åsunden và Assman   | 379                      | số 8                               |
| Assman (Lillån)                 | 652                      | 9,5                                |
| Ätran, giữa Assman và Kalvån    | 45                       | 24,5                               |
| Kalvån (Lillån)                 | 514                      | 8,2                                |
| Ätran, giữa Kalvån và Högvadsån | 370                      | 33,5                               |
| Högvadsån                       | 476                      | 8,5                                |
| Ätran giữa Högvadsån và biển    | 257                      | 49                                 |
| Tổng                            | 3 343                    | 52,5                               |